# Geoffrey Parsons
Geoffrey Penwill Parsons (ur. 15 czerwca 1929 w Sydney, zm. 26 stycznia 1995 w Londynie) – australijski pianista, akompaniator.

## Życiorys
W latach 1941–1948 studiował u Winifried Burston w New South Wales State Conservatory of Music w Sydney. Uzupełniające studia odbył w 1956 roku w Monachium u Friedricha Wührera. W 1948 roku po raz pierwszy wystąpił publicznie jako pianista w rodzinnej Australii, a w 1950 roku debiutował w Londynie, gdzie osiedlił się na stałe. Sławę zdobył sobie występując jako akompaniator Gerharda Hüscha (1955) i Petera Dawsona (1956). W 1961 roku wystąpił w londyńskiej Royal Festival Hall, akompaniując Elisabeth Schwarzkopf. Wystąpił w ponad 40 krajach na świecie. Koncertował z takimi artystami jak Olaf Bär, Hermann Prey, Birgit Nilsson, Nicolai Gedda, Christa Ludwig, Janet Baker, Thomas Hampson, Jessye Norman, Lucia Popp, Victoria de los Angeles i Nathan Milstein. Dokonał licznych nagrań płytowych dla wytwórni EMI, Decca, Deutsche Grammophon, Philips, Teldec, Hyperion. Ostatni raz wystąpił w grudniu 1994 roku w Sztokholmie, akompaniując Barbarze Bonney.
Odznaczony Orderem Imperium Brytyjskiego w stopniu oficera (1977) oraz Orderem Australii (1990).